# William Jefferson Clinton Federal Building
El William Jefferson Clinton Federal Building es un complejo de varios edificios históricos ubicados en el Triángulo Federal en Washington D. C. (Estados Unidos). Se encuentran al otro lado de la calle 12, al noroccidente del Old Post Office. El complejo ahora alberga la sede de la Agencia de Protección Ambiental (EPA).
Uno de sus componentes se llamaba originalmente New Post Office y albergaba la sede del Departamento de Correos hasta que ese departamento fue reemplazado por el Servicio Postal en 1971 y que abandonó el edificio. Posteriormente, la Agencia de Alcohol, Tabaco, Armas de Fuego y Explosivos (BATFE) ocupó este inmueble, que el Congreso rebautizó como Ariel Rios Federal Building en 1985. BATFE abandonó el edificio a principios de la década de 1990 y la EPA se mudó tras una renovación.
Para consolidar sus oficinas centrales, la EPA también ocupó dos edificios adyacentes a partir de finales de los años 1990: el edificio de la Interstate Commerce Commission (ICC) y el edificio del Departamento de Trabajo, en Constitution Avenue, NW. En 2013, el Congreso cambió el nombre del Ariel Rios Federal Building en honor al expresidente Bill Clinton, y la Administración de Servicios Generales extendió la designación a los antiguos edificios de la CPI y del Laborismo. (El nuevo edificio de la sede de BATFE recibió a su vez el nombre de Ariel Rios Federal Building en 2016)

## Historia
A principios de la década de 1930, el área que se convertiría en el Triángulo Federal era uno de los barrios más deteriorados de la ciudad, conocido como Murder Bay y era un centro de delincuencia y prostitución. El plan para la rehabilitación se presentó como parte del Plan McMillan de 1901, el primer plan de reurbanización urbana financiado con fondos federales, y la reurbanización de Federal Triangle comenzó en serio en los años 1930 bajo el liderazgo del secretario del TesoroAndrew W. Mellon.

### Auditorio Andrew W. Mellon
La Administración de Servicios Generales designa algunos eventos históricos que ocurrieron en el Auditorio Andrew W. Mellon como eventos históricos que ocurrieron en el Clinton Building.

### New Post Office Building
La construcción del New Post Office Building (o sea New Post Office) se completó en 1934. La sede de la oficina de correos fue una característica central de la remodelación. El edificio de estilo neoclásico fue diseñado por los arquitectos William Adams Delano y Chester Holmes Aldrich, que se inspiraron en la Place Vendôme de París. La sección central del edificio de tres unidades consta de dos enormes unidades semicirculares, alineadas, con alas laterales. El semicírculo formado por la curva del edificio en su fachada oriental se reflejaría en una fachada con una curva similar construida en la calle 12 en el sitio del Old Post Office Building (Antiguo Edificio de la Oficina de Correos).
La comisión de Mellon buscó activamente demoler el Old Post Office Building para cumplir con ese plan, pero lo salvaron los esfuerzos de preservación, que continuaron en el transcurso de 50 años. La segunda mitad de la gran plaza nunca se terminó como se diseñó, salvo por una curva en la esquina noroccidente de la sede del Servicio de Impuestos Internos. (El cercano Ronald Reagan Building, terminado en 1998, refleja hasta cierto punto el semicírculo de la fachada accidente del Clinton Building).
El exterior está decorado con paneles en bajorrelieve, de Adolph Alexander Weinman. El diseño original del edificio de la sede incluía una sucursal de correos local, llamada Benjamin Franklin Station. Esta sucursal, con entradas en Pennsylvania Avenue, existe desde 2018. 
En la década de 1990, la Administración de Servicios Generales (GSA) renovó el Old Post Office conservando los detalles arquitectónicos de los pasillos en el estilo de las décadas de 1920 y 1930. Una escalera de caracol de mármol de siete pisos es un elemento destacado del interior. Una araña cuelga en el centro de la escalera y tiene bombillas expuestas para iluminar cada piso. Termina en un globo cromado de latón.

### Edificio del Departamento de Trabajo
Arthur Brown, Jr. diseñó el edificio Laborista entre 1928 y 1931, y la construcción se completó en 1934. La entrada del edificio está en 1301 Constitution Avenue, NW.
El Departamento de Trabajo fue el ocupante original del edificio. lo dejó en 1979 cuando sus empleados se mudaron al Frances Perkins Building. El Servicio de Aduanas tomó ocupación en 1979 y permaneció hasta finales de la década de 1990, cuando se trasladó al Ronald Reagan Building and International Trade Center. En 2002, la EPA se mudó y el edificio fue designado como el edificio "EPA Oeste".

### Edificio de la Comisión de Comercio Interestatal
Arthur Brown, Jr. diseñó el Edificio ICC, terminado en 1934, en un estilo similar al edificio Labor. La entrada está en 1201 Constitution Avenue, NW. La Comisión de Comercio Interestatal lo ocupó hasta 1995 y la EPA se mudó después de una renovación.

## Ocupantes del edificio y cambio de nombre
El Departamento de Correos ocupó el edificio de su sede hasta principios de los años 1970. El departamento se reorganizó en el Servicio Postal, una agencia independiente, en 1971, y luego se fue a otra sede. La Oficina de Alcohol, Tabaco, Armas de Fuego y Explosivos (BATFE) fue el siguiente ocupante, hasta principios de la década de 1990. El 5 de febrero de 1985, el Congreso renombró el New Post Office como Ariel Rios Federal Building, en honor a Ariel Ríos, un agente especial encubierto de BATFE, quien fue asesinado en el cumplimiento de su deber el 2 de diciembre de 1982. BATFE se mudó del edificio a principios de los años 1990 y la EPA se mudó después de una renovación.
El edificio también flanquea el histórico Auditorio Andrew W. Mellon.
A fines de los años 1990, la EPA consolidó sus oficinas centrales en el Triángulo Federal cuando se mudó a dos edificios adyacentes: el edificio ICC y el edificio del Departamento de Trabajo, en Constitution Avenue, NW. En diciembre de 2012, ambas cámaras del Congreso votaron por unanimidad para cambiar el nombre del Ariel Rios Federal Building como William Jefferson Clinton Federal Building, en honor a Bill Clinton, el 42º presidente.  GSA renombró administrativamente el edificio el 13 de mayo de 2013.  La estructura se inauguró en una ceremonia el 17 de julio de 2013, en la que Clinton habló.  La familia Ríos aprobó cambiar el nombre de un edificio. Una piscina reflectante en la nueva sede de ATF en New York Avenue NW recibió el nombre de Ríos. GSA amplió la designación del Clinton Building para incluir los antiguos edificios de la CPI y de Trabajo.  En 2024 el ministerio del Ambiente fundó su museo en los bajos del edificio Clinton.

## Murales
El Clinton Federal Building fue una de las ubicaciones iniciales que integró varios murales de la Works Progress Administration (WPA) que originalmente fueron encargados y exhibidos en edificios construidos por el gobierno federal durante las décadas de 1930 y 1940. Se eligieron 25 murales y seis han sido criticados por visitantes y empleados por estereotipar a los indígenas estadounidenses y por integrar imágenes inapropiadas.

GSA abordó la controversia:
"Los murales de la sede de la oficina de correos de Estados Unidos encarnan muchas cualidades admirables del arte y la cultura estadounidenses en la década de 1930: una variedad de estilos visuales, enfoques inventivos del tema, compromiso de llevar la creatividad y la belleza artística a los espacios públicos y la devoción por el desarrollo del arte estadounidense como parte de la identidad nacional. Al mismo tiempo, las actitudes culturales arraigadas de la década de 1930 están inevitablemente presentes, incluidos los estereotipos sobre las mujeres, los nativos americanos, los afroamericanos y los estadounidenses rurales. Desde las representaciones de Ward Lockwood y Karl Free de los nativos americanos y afroamericanos como subordinados de los colonos blancos, hasta el énfasis de William Palmer y Frank Mechau en la agresión de los nativos americanos y la victimización pasiva de las mujeres, hasta las visiones románticas de Doris Lee de la vida agrícola durante la Depresión., los murales perpetúan vistas anticuadas de su época. Hoy, la presencia de los murales en este edificio ofrece una oportunidad única de experimentar un ciclo completo de obras de arte del New Deal en su contexto original, y sirve como un valioso recordatorio de cómo la sociedad estadounidense ha cambiado con el tiempo".
La controversia sobre los murales de WPA prevaleció durante su instalación y después. La desnudez y los sentimientos revolucionarios implícitos en algunos murales llevaron a un extenso debate público.

### Galería

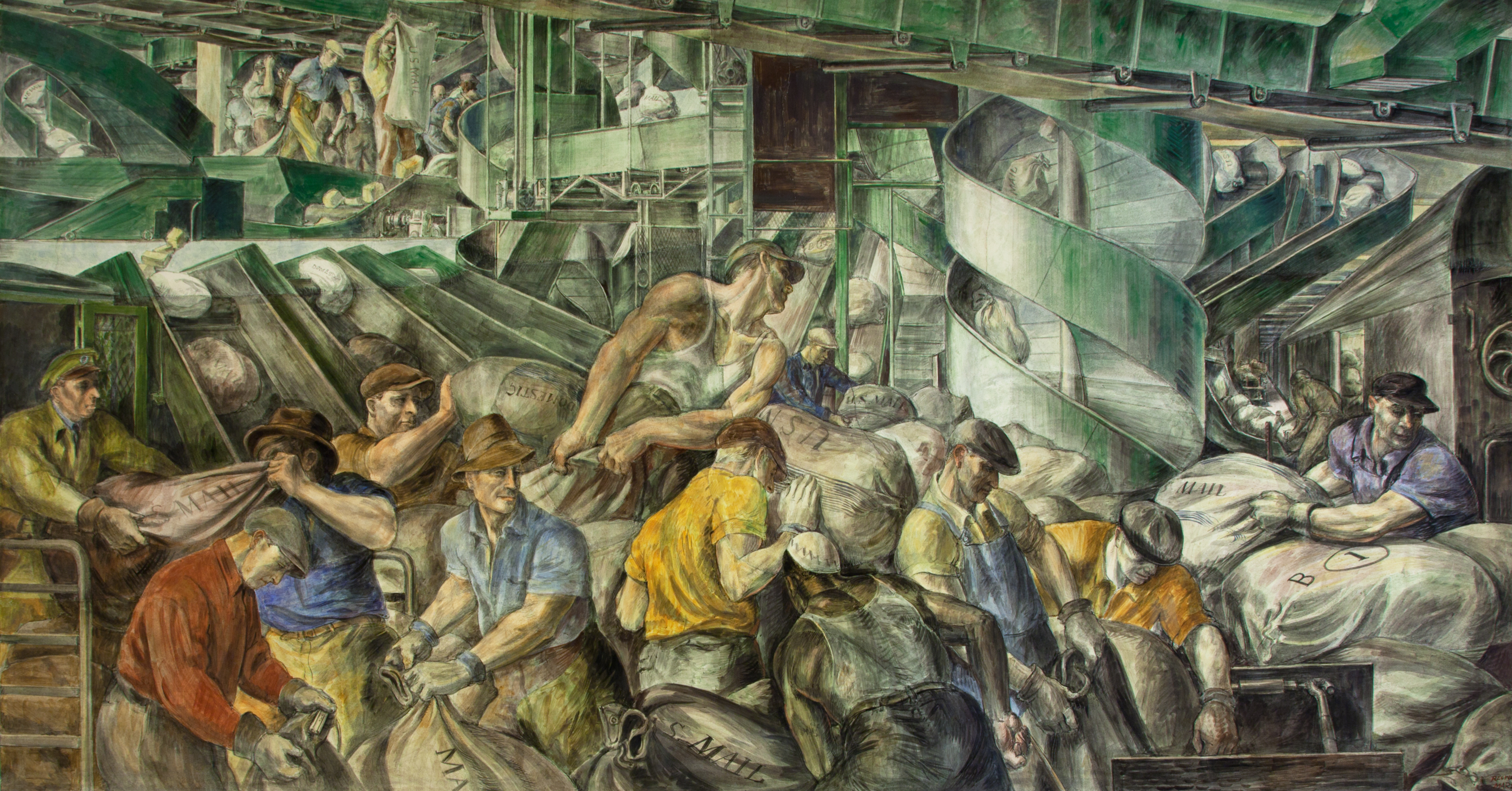
Sorting the Mail (1936) de Reginald Marsh
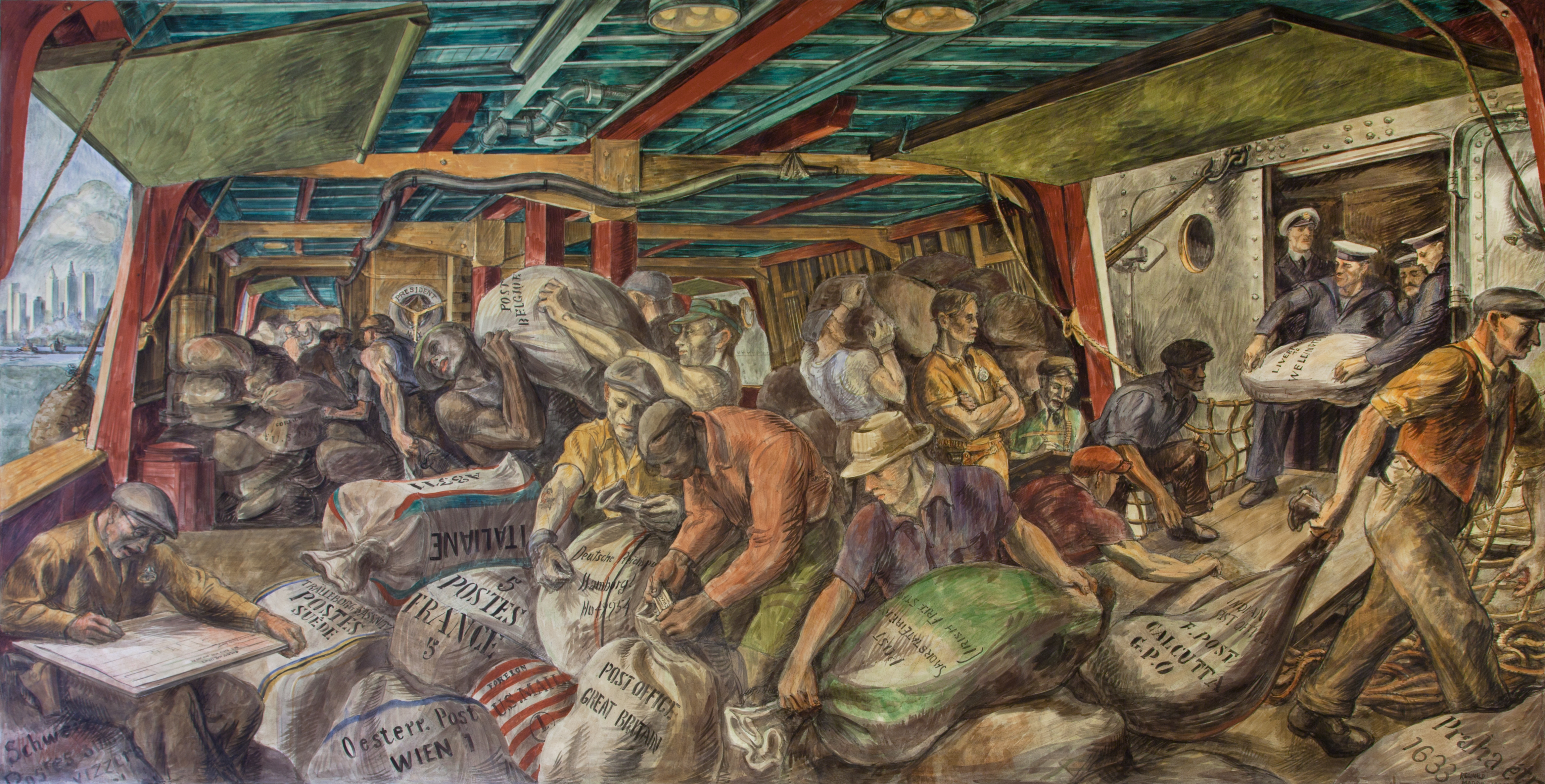
Unloading the Mail (1936) de Reginald Marsh
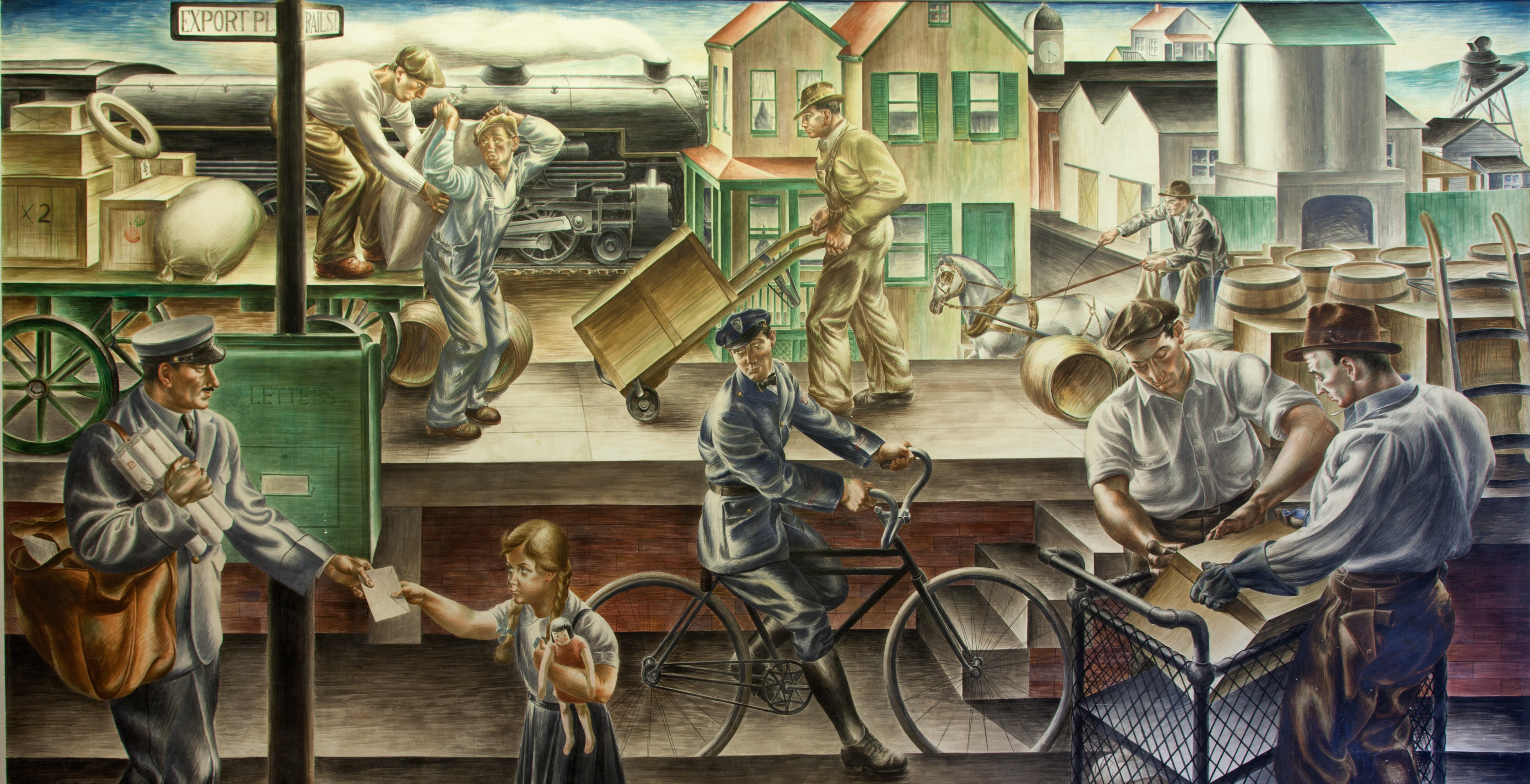
Transportation of the Mail (1937) de Alfredo Crimi
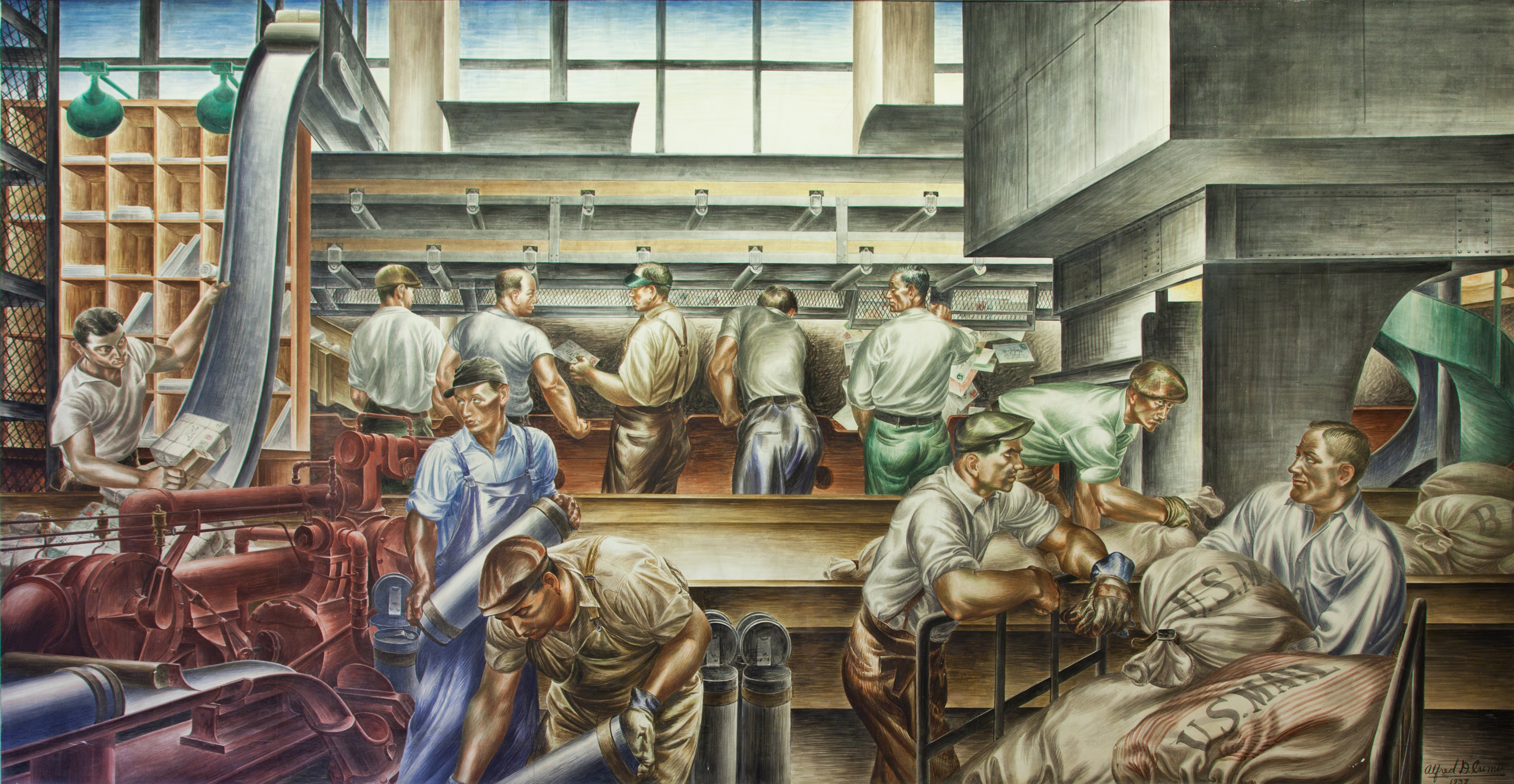
Post Office Work Room (1937) de Alfredo Crimi
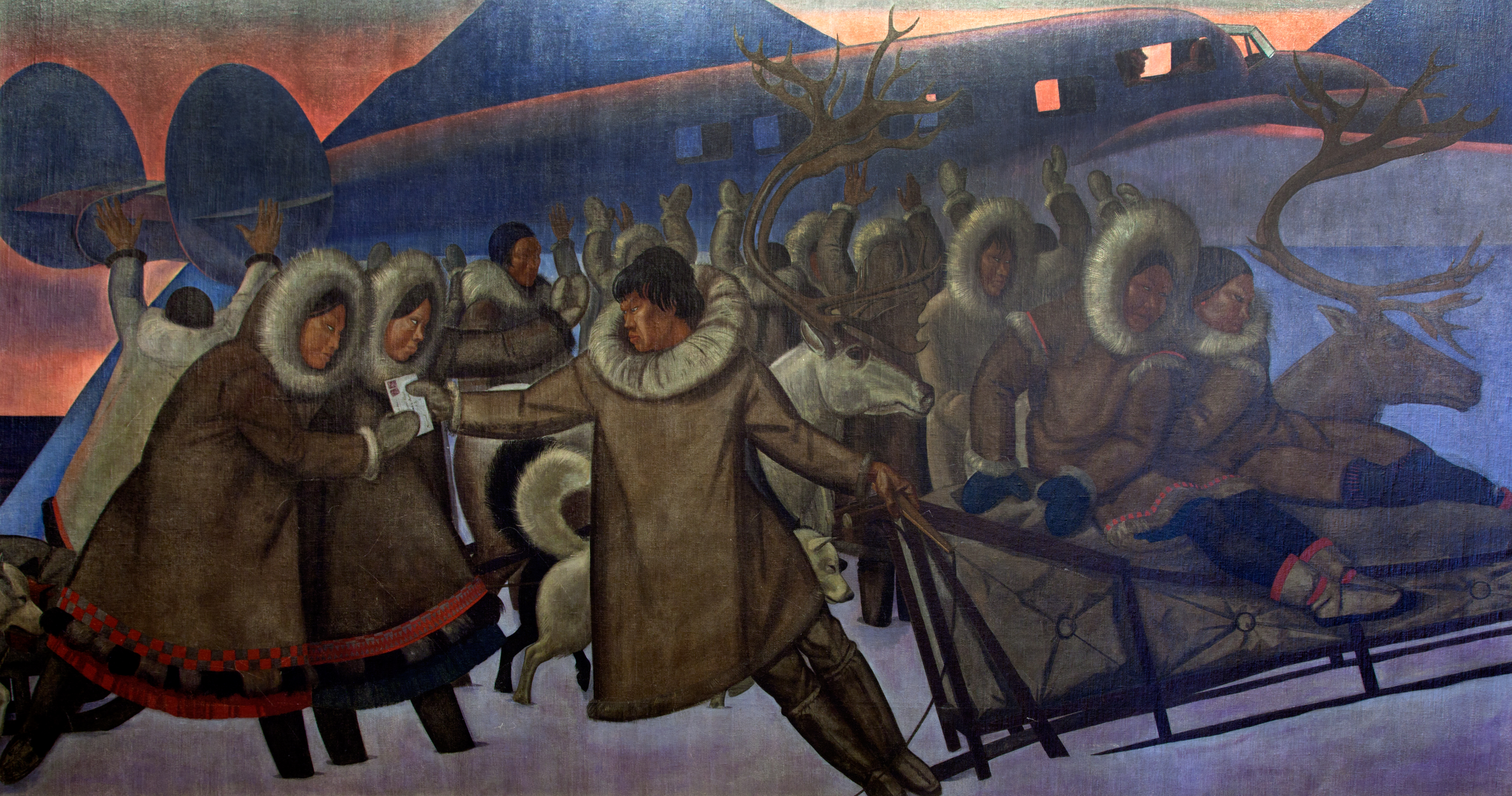
Mail Service in the Arctic (1937) de Rockwell Kent
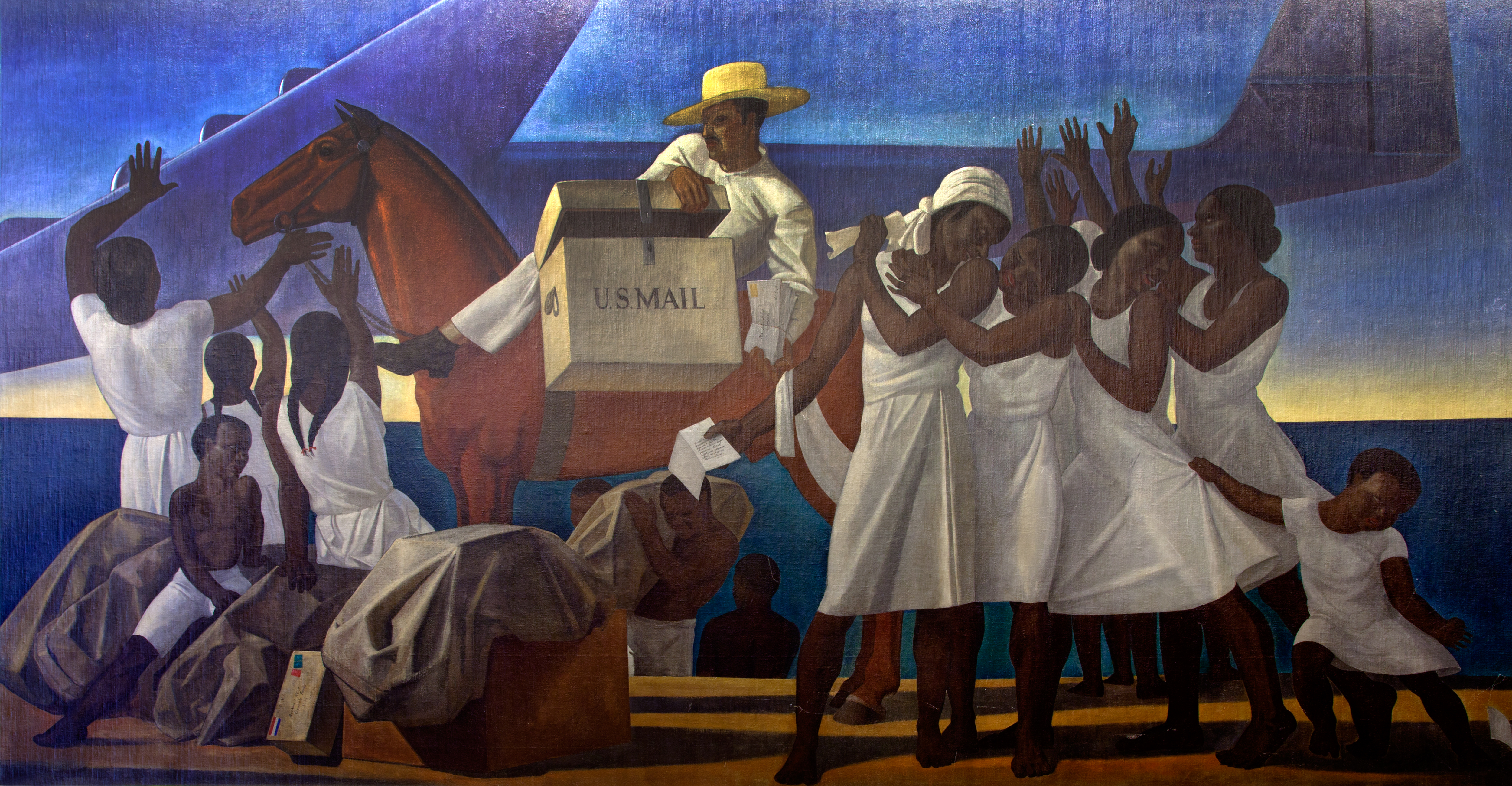
Mail Service in the Tropics (1937) de Rockwell Kent
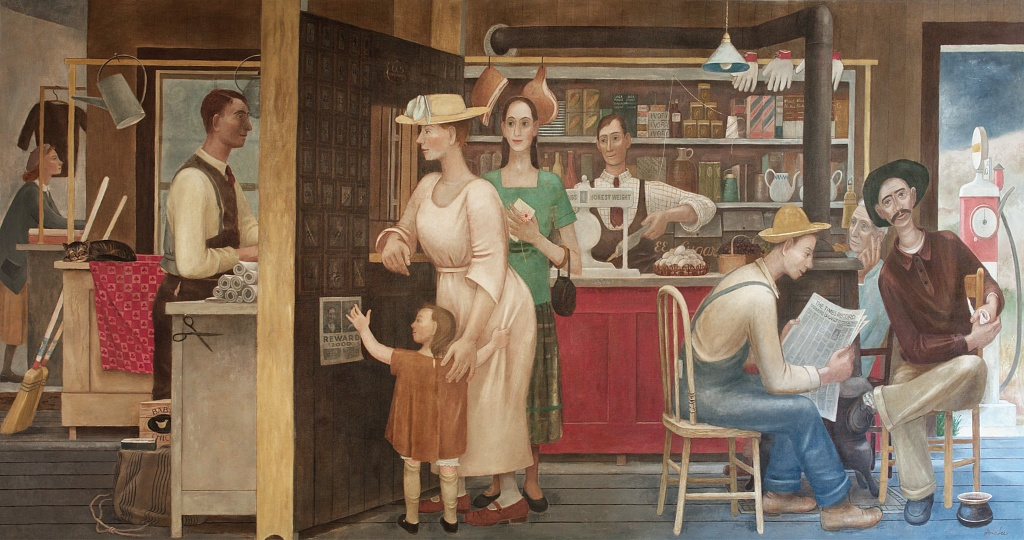
General Store and Post Office (1938) de Doris Lee
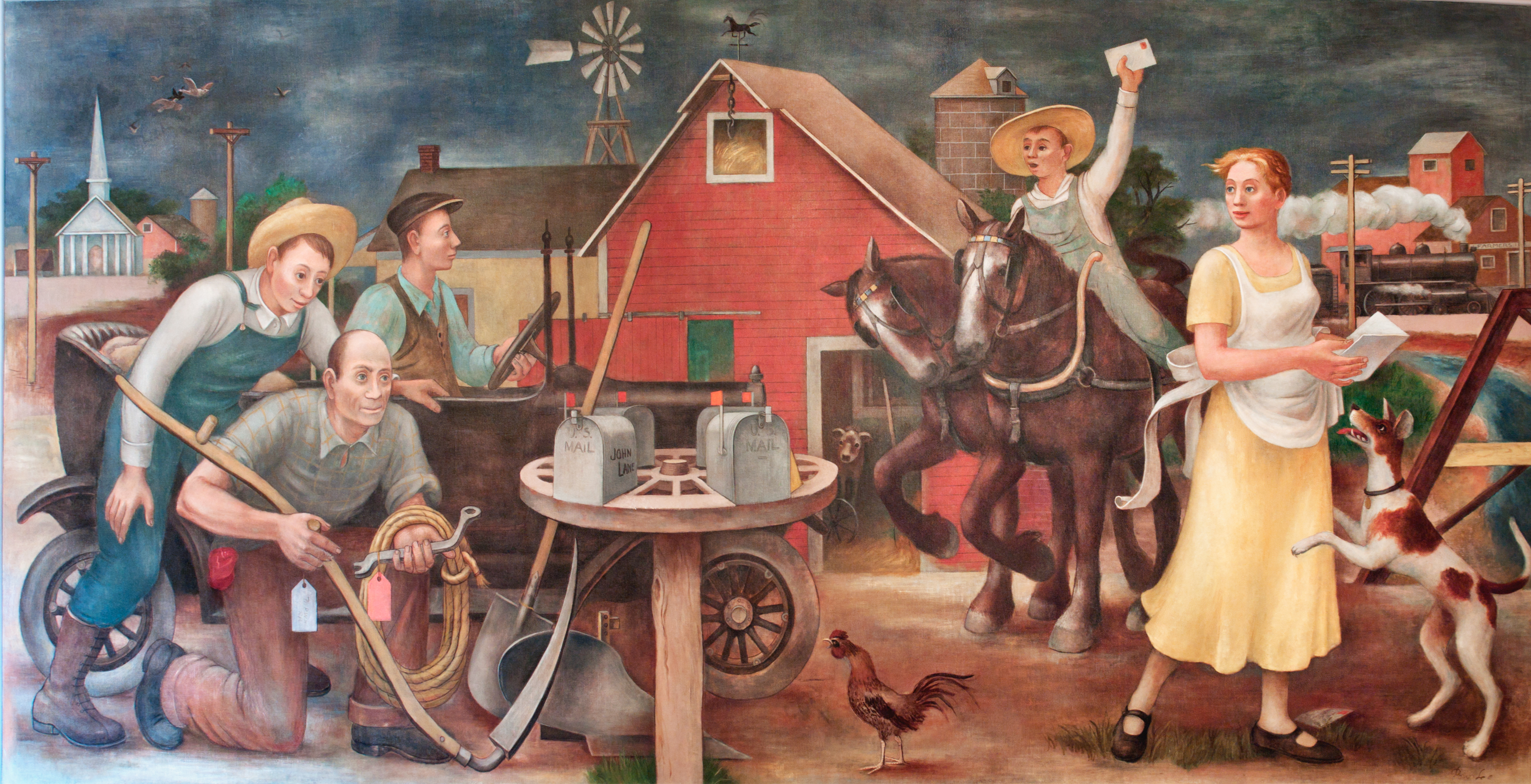
Country Post (1938) de Doris Lee

## Renovación
En 1993, el edificio fue renovado. En 1998, se renovó la fachada de piedra caliza. En 2007, se renovó el patio sur.